# Pacte de coopération stratégique entre l'Iran et la Chine
Le pacte de coopération stratégique entre l'Iran et la Chine est un accord diplomatique signé le 27 mars 2021 entre l'Iran et la Chine, par le ministre des Affaires étrangères iranien, Mohammad Javad Zarif, et le ministre des Affaires étrangères chinois, Wang Yi. L'accord a dans un premier temps été proposé en 2016, avant qu'un projet similaire à l'accord signé soit réalisé en 2020.
Les détails du contenu de l'accord n'ont pas été rendus publics. Mais l'accord devrait comprendre des éléments tant économiques, que diplomatiques et stratégiques, via notamment des investissements chinois en Iran de près de 400 milliards de dollars dans les infrastructures de transports, d'énergies et de télécommunications, contre un prix attractif des hydrocarbures iraniennes,. L'accord devrait également inclure une coopération militaire.
L'accord fait suite à une baisse des échanges commerciaux entre les deux pays à la suite des sanctions américaines contre l'Iran.